# Fränkischer Krieg
Den Fränkischen Krieg führte 1523 der Schwäbische Bund gegen mehrere Raubritterburgen, deren Besitzer Hans Thomas von Absberg in der Absberger Fehde unterstützten.

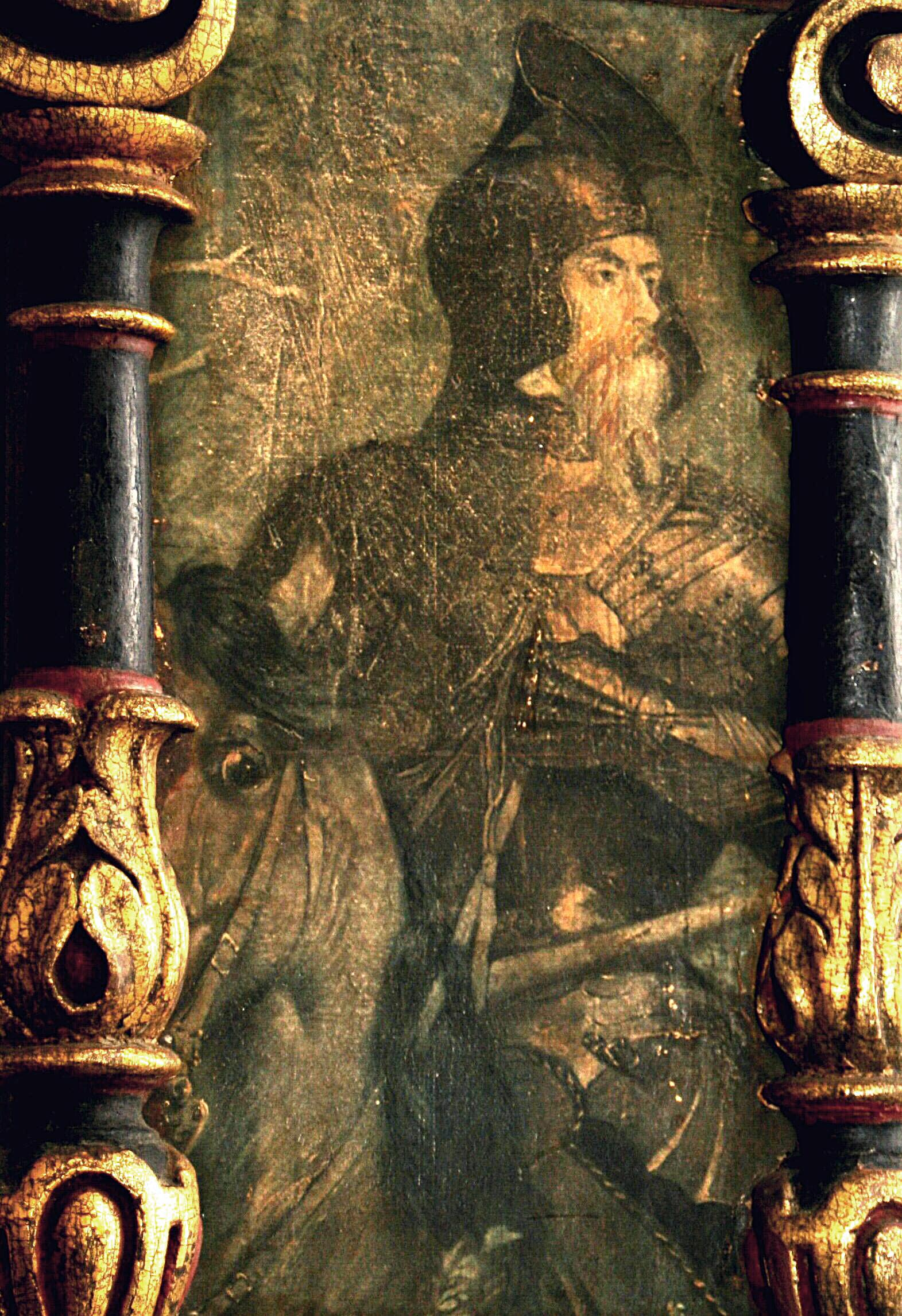
Porträt des Hans Thomas von Absberg in Absberg

## Begriffsbestimmungen

### Der Begriff Fränkischer Krieg

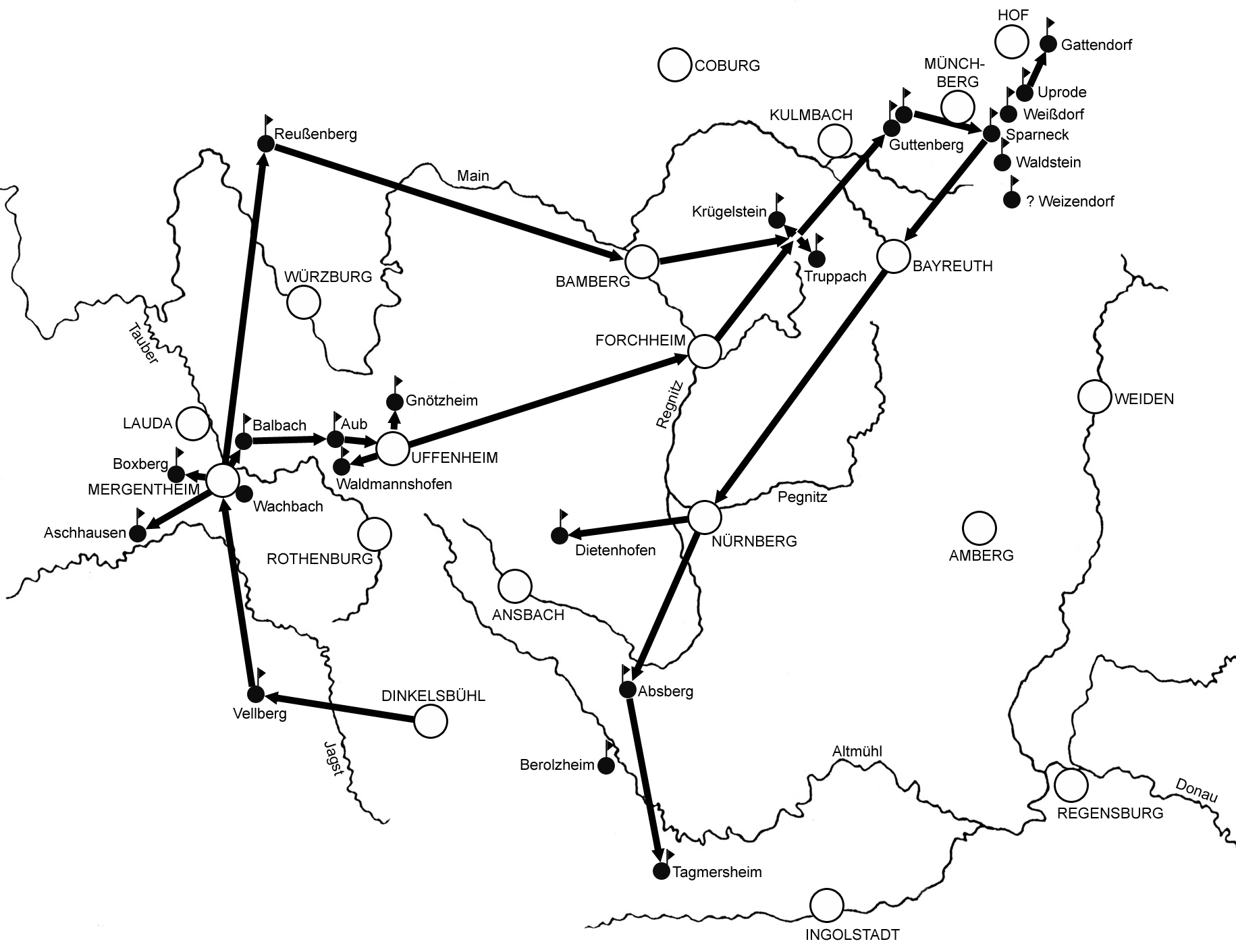
Marschroute des Schwäbischen Bundes bei der Strafexpedition von 1523

Im Vergleich zu anderen Kriegen und Schlachten blieb der Fränkische Krieg in seinem Ausmaß überschaubar und der Kriegsschauplatz auf den Fränkischen Reichskreis beschränkt. Im engeren Sinne bezeichnet der Begriff Fränkischer Krieg den Zug des Schwäbischen Bundes gegen 23 Burgen im Juni und Juli 1523. Wann der Begriff Fränkischer Krieg aufkam, ist noch ungeklärt, doch schon bei der Dokumentation der Geschehnisse unmittelbar nach 1523 wurde von „Kriegshandlungen“ gesprochen. Im 19. Jahrhundert erhielt der Begriff eine romantisierende Note. Heutige Geschichtsforscher verwenden mehrheitlich den Begriff, weil er auch zum Ausdruck bringt, dass sich zwei Kontrahenten mit gegensätzlichen Interessen gegenüberstanden und die Situation komplexer war, als man meinen könnte, wenn man sie schlicht als Verfolgung von Raubrittern bezeichnete. Vergleichbare Ursachen führten zur selben Zeit auch zum pfälzischen Ritterkrieg.

### Der Begriff Absberger Fehde
Hans Thomas von Absberg hatte lange vor 1523 damit begonnen, Nürnberger und Augsburger Kaufleute und auch kaiserliche Diplomaten während der Durchreise zu entführen. Während die Überfalle häufig im heutigen Unterfranken stattfanden, verschleierte er den Aufenthalt der Entführten, brachte sie auf verschiedenen Burgen unter und wechselte immer wieder ihren Standort. Seine Beziehungen reichten bis weit in böhmische Gebiete hinein, so konnte er seinen eigenen Aufenthalt immer wieder verbergen und sich der Verfolgung entziehen. Er setzte seine Überfälle auch nach 1523 fort, schließlich wurde er aber 1531 von einem Gefolgsmann ermordet. Die Überfälle des Hans Thomas von Absberg hat die Nürnberger Kriegsstube in der Zeit von 1519 bis 1530 dokumentiert und bekämpft.
Das Fehdewesen war bis in diese Zeit legitimes Mittel zur Durchsetzung von Interessen. Für die niedergehende fränkische Reichsritterschaft war es auch ein Mittel zur Auseinandersetzung mit den aufkommenden Territorialstaaten, wie dem Hochstift Bamberg und der Burggrafschaft Nürnberg sowie den daraus hervorgegangenen Markgraftümern Kulmbach und Ansbach. Die Raubritter, die dieses Instrument meist missbräuchlich verwendeten, denn eine Fehde musste u. a. angekündigt werden und bedurfte einer Begründung, bildeten den Schlusspunkt des Fehdewesens. Es wurde durch einen immer effektiveren Landfrieden abgelöst. Die Wartordnung von 1498 zeigt, wie sich Markgraf Friedrich gegen zunächst innere Konflikte zu wappnen versuchte.

## Verlauf des Fränkischen Krieges

### Ausgangsposition des Schwäbischen Bundes

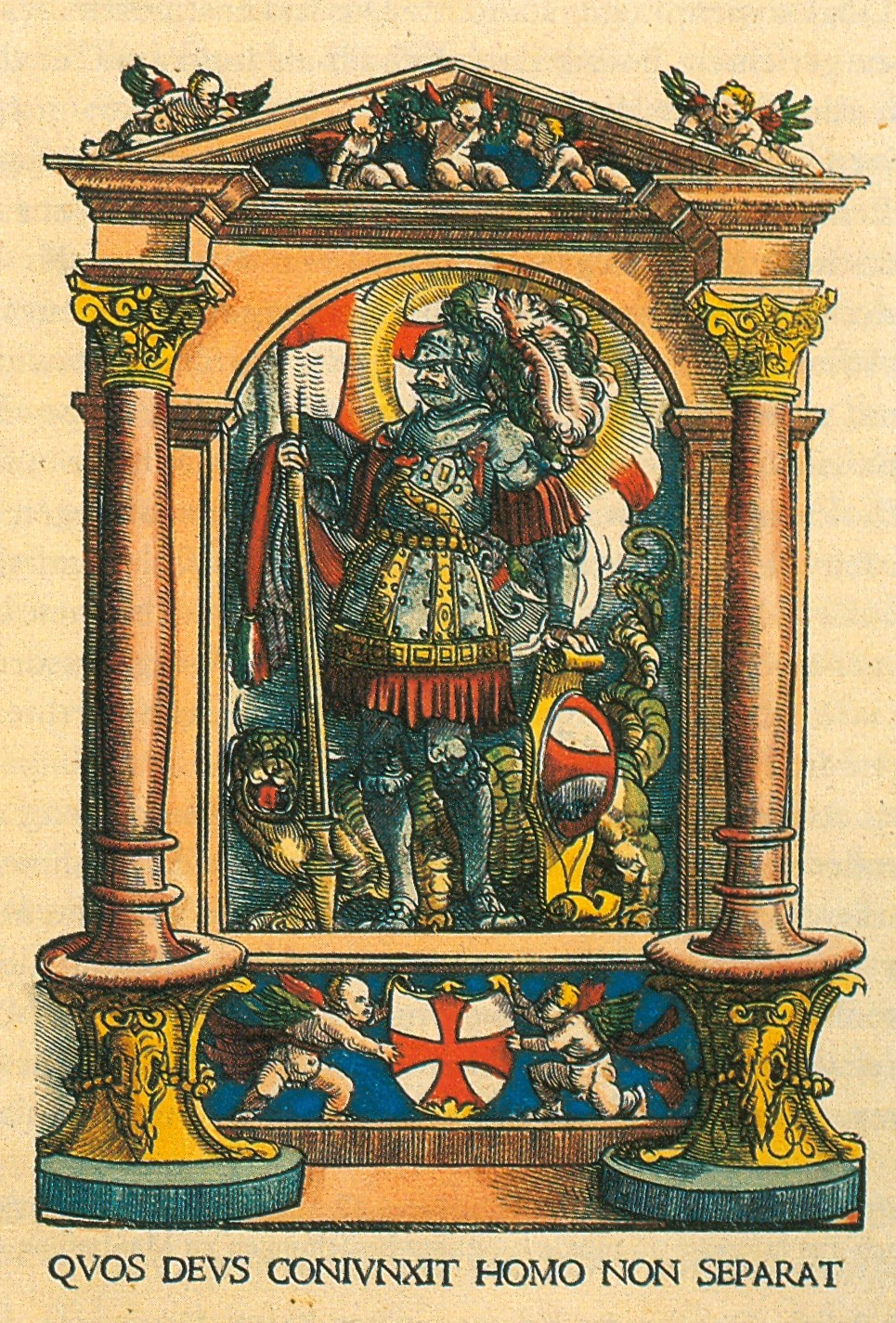
Wappenschild des Schwäbischen Bundes von 1522

Der Schwäbische Bund, der als erster Versuch einer Ordnungsmacht verstanden werden kann, wurde von der Reichsstadt Nürnberg um Hilfe angerufen. Das Bündnis war so beschaffen, dass der Bund seinen Mitgliedern zur Einhaltung des Landfriedens zur Seite stand. Dem Schwäbischen Bund, der wie der Name besagt seine Wurzeln im schwäbischen Raum hatte, gehörten schwäbische und fränkische Reichsstände, sowie verschiedene fränkische Reichsstädte und Territorialherren, beispielsweise auch das Hochstift Würzburg an. Unter Führung von Nürnberg begann der Bund ein mächtiges Heer aus Kontingenten seiner Mitglieder zu formieren. Die Liste der Burgen, die Nürnberg zerstört haben wollte, war lang – in Verhandlungen unter den Mitgliedern des Bundes einigte man sich schließlich 1522 auf die Burgen, die dann auch angegangen wurden.

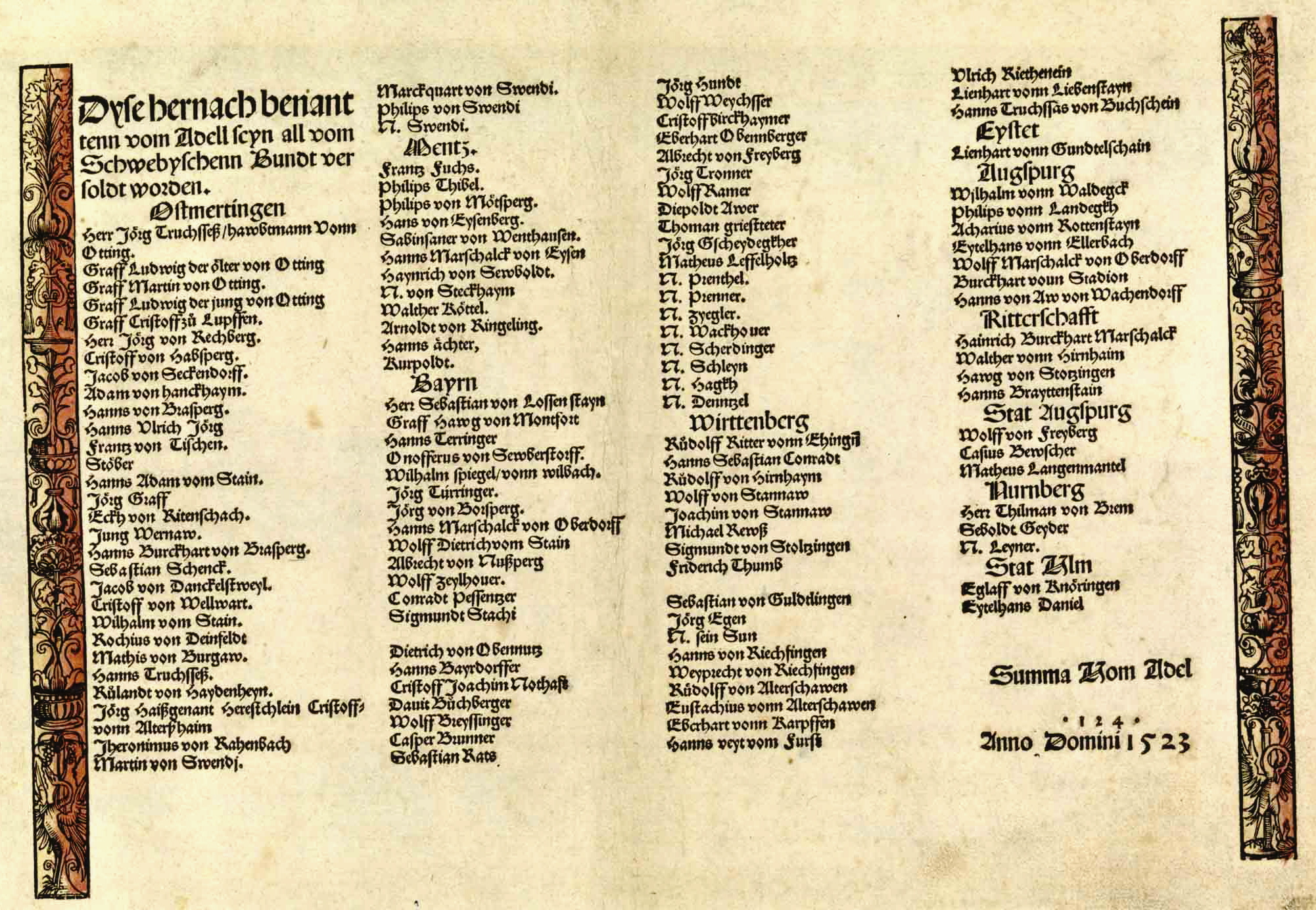
Personenliste der besoldeten Adeligen aus dem Bamberger Burgenbuch

Dem Schwäbischen Bund gehörten nach Roth von Schreckenstein unter anderem Mitglieder folgender bayerischer, fränkischer und schwäbischer Familien an: Seckendorff, Stain, Reischach, Wellwart, Schwendi, Echter, Torringer, Seibolstorff, Nothaft, Preysing, Nußberg, Hundt, Freiberg, Auer, Löffelholz, Ehingen, Hürnheim, Sotzingen, Thumb, Gültlingen, Rieringen, Ow zu Wachendorf und Knoringen. Weiterhin schlossen sich verschiedene Grafen von Oettingen an. Eine exakte zeitgenössische Auflistung befindet sich im Bamberger Burgenbuch.

### Ausgangsposition der Raubritter um Hans Thomas von Absberg
Verschiedenste Gründe führten zum schleichenden Niedergang des Rittertums, beispielsweise der Bedeutungsverlust gegenüber Territorialstaaten oder Städten mit regen Handelsbeziehungen oder auch der Funktionsverlust als Kriegseinheit. Adelsgeschlechter, die diesen strukturellen Übergang bewältigt hatten, stellten sich in der Regel in die Dienste eines Landesherren und bekamen wichtige Posten als Hofmeister oder Amtmänner. Dennoch hatte Hans Thomas von Absberg starken Rückhalt in der fränkischen Ritterschaft, seine engsten Anhänger entstammten namhaften Familien, wie die Familien von Rosenberg, Thüngen, Guttenberg, Wirsberg, Sparneck und Aufseß. Bei seinen Überfällen kam ihm der politisch in viele kleine Gebiete aufgeteilte fränkische Raum zugute. Neben reichsfreiem Besitz, lagen die Grenzen der Hochstifte Bamberg und Würzburg, Brandenburg-Kulmbachs und der Weg nach Böhmen und Sachsen dicht beieinander.

### Überregionale Zusammenhänge
Der Schwäbische Bund nahm nicht nur die Beistandspflicht für die Reichsstadt Nürnberg als Mitglied ernst, er hatte auch Anlass zur Sorge wegen einer Verbindung zwischen dem soeben niedergerungenen Ulrich von Württemberg und Franz von Sickingen. Franz von Sickingens Raubzüge erstreckten sich bis nach Trier und er hatte starken Rückhalt in der mitteldeutschen Ritterschaft. Auch wenn Sickingen im Mai 1523 den Folgen seiner Kampfverletzungen erlegen war, waren der Pfälzische Ritteraufstand und der wenige Jahre später ausgebrochene Bauernkrieg flächendeckende Unruhen, die die erstarkenden Fürstentümer gefährdeten.

Das Heer des Schwäbischen Bundes vor Aub, die Stadt konnte einer Zerstörung durch Brandschatzung entgehen

### Zerstörungen durch den Schwäbischen Bund 1523
Hauptartikel: Wandereisen-Holzschnitte von 1523
Bevor der Zug des Schwäbischen Bundes startete, gab man den als Landfriedensbrecher beschuldigten Rittern Gelegenheit, sich zu reinigen. Ein Teil von ihnen konnte sich auf diesem Weg freisprechen, ein anderer Teil wurde nicht zur Reinigung zugelassen. Andere Ritter ignorierten die Aufforderung. Kriegsberichterstatter Hans Wandereisen hielt die Ereignisse von 1523 in 23 Holzschnitten fest. Am Ende des Kriegszuges gelang es einigen Familien, sich mit dem Schwäbischen Bund auszusöhnen und ihren Besitz durch Zahlung einer Geldsumme und dem Versprechen, den Frieden zu wahren, zu behalten. Andere Ritter hingegen setzten ihre Raubzüge im Gefolge des Thomas von Absberg fort, so dass noch 1527 verschiedene Ortschaften berittene Streifen aufstellten, um die Übergriffe auf Reisende einzudämmen.

### Nachwirkungen
Horst Carl sieht in den Ereignissen von 1523 ein prägendes Moment für Franken und Schwaben. Das Bild von „fränkischen Unruhestiftern und schwäbischen Ordnungshütern“ hat beide Regionen in ihrer Selbstdarstellung und aus der Sicht der jeweils anderen Region nachhaltig beeinflusst.

### Moderne Fachliteratur
- Horst Carl: Der Schwäbische Bund 1488–1534. Landfrieden und Genossenschaft im Übergang vom Spätmittelalter zur Reformation (= Schriften zur südwestdeutschen Landeskunde. Bd. 24). DRW-Verlag, Leinfelden-Echterdingen 2000, ISBN 3-87181-424-5, S. 472–480, (Zugleich: Tübingen, Universität, Habilitations-Schrift, 1998).
- Horst Carl: Fränkische Unruhestifter und schwäbische Ordnungshüter? - Schwäbisches und fränkisches Regionalbewusstsein im Kontext frühneuzeitlicher Politik. In: Thomas Kühne, Cornelia Rauh-Kühne (Hrsg.): Raum und Geschichte. Regionale Traditionen und föderative Ordnungen von der Frühen Neuzeit bis zur Gegenwart (= Schriften zur südwestdeutschen Landeskunde. Bd. 40). DRW-Verlag, Leinfelden-Echterdingen 2001, ISBN 3-87181-440-7, S. 24–37 (online).
- Karl Heinz Kalb: Zum Wesen der Kriegsführung am Beginn der Neuzeit. Ihre Auswirkungen am oberen Main (= Amtlicher Schulanzeiger für den Regierungsbezirk Oberfranken. Heimatbeilage. Nr. 58, ZDB-ID 583304-8). Regierung von Oberfranken, Bayreuth 1977.
- Peter Ritzmann: „Plackerey in teutschen Landen“. Untersuchungen zur Fehdetätigkeit des fränkischen Adels im frühen 16. Jahrhundert und ihrer Bekämpfung durch den Schwäbischen Bund und die Reichsstadt Nürnberg, insbesondere am Beispiel des Hans Thomas von Absberg und seiner Auseinandersetzung mit den Grafen von Oettingen (1520–31). Dissertations-Verlag NG-Kopierladen GmbH., München 1995, ISBN 3-928536-50-8 (Zugleich: München, Universität, Dissertation, 1994).
- Reinhardt Schmalz: Der Fränkische Krieg 1523 und die Schuld der Sparnecker. In: Archiv für Geschichte von Oberfranken. Bd. 85, 2005, S. 151–158.
- Thomas Steinmetz: Conterfei etlicher Kriegshandlungen von 1523 bis in das 1527 Jar – Zu Burgendarstellungen über die „Absberger Fehde“ oder den „Fränkischen Krieg“. In: Beiträge zur Erforschung des Odenwaldes und seiner Randlandschaften. Bd. 4, 1986, ZDB-ID 553263-2, S. 365–386.
- Christine Reinle: Überlegungen zum Auseinandertreten von „Frieden“ und „Recht“ in der politischen Praxis zu Beginn des 16. Jahrhunderts am Beispiel der Absberg-Fehde. In: Fehden und Fehdenbekämpfung am Ende des Mittelalters. Zeitschrift für historische Forschung Band 30. Duncker und Humblot, Berlin 2003, S. 355–388 Digitalisat.

### Klassische Fachliteratur
- Joseph Baader: Die Fehde des Hans Thomas von Absberg wider den schwäbischen Bund. Ein Beitrag zur Culturgeschichte des sechszehnten Jahrhunderts. Kellerer, München 1880.
- Joseph Baader (Hrsg.): Verhandlungen über Thomas von Absberg und seine Fehde gegen den Schwäbischen Bund 1519 bis 1530 (= Bibliothek des Litterarischen Vereins in Stuttgart. Jg. 27, Publication 1 = Publication 114, ZDB-ID 519450-7). Auf Kosten des Litterarischen Vereins, Tübingen 1873, Digitalisat.
- Johann Heilmann: Kriegsgeschichte von Bayern, Franken, Pfalz und Schwaben von 1506 bis 1651. Band 1: Kriegsgeschichte und Kriegswesen von 1506–1598. Literarisch-artistische Anstalt der G. J. Cotta’schen Buchhandlung, München 1868, S. 29–36.
- Karl Freiherr von Reitzenstein: Der Schwäbische Bund in Ober-Franken oder des Hauses Sparneck Fall 1523. Akten zur fränkischen Geschichte. Kühn, Weimar 1859, Digitalisat.
- Karl Heinrich Freiherr Roth von Schreckenstein: Geschichte der ehemaligen freien Reichsritterschaft in Schwaben, Franken und am Rheinstrome, nach Quellen bearbeitet. Band 2: Vom Jahre 1437 bis zur Aufhebung der Reichsritterschaft. Laupp, Tübingen 1862, S. 249–253.